# Akaki Tsjchenkeli
Akaki Tsjchenkeli (Georgisch: აკაკი ჩხენკელი) (Okoemi, Okroeg Soechoemi, 19 mei 1874 - Parijs, 5 januari 1959) was een Georgisch politicus en publicist. Hij was een van de leiders van de mensjewistische beweging in het Russisch Rijk. In 1918 was hij premier van de kortstondige Transkaukasische Democratische Federatieve Republiek, en was daarna buitenlandminister en parlementslid van de Democratische Republiek Georgië. Vlak voor de val van de Georgische republiek werd hij benoemd tot ambassadeur in Frankrijk.

## Vroege leven
Akaki Tsjchenkeli werd op 19 mei 1874 (juliaanse kalender) in een groot gezin geboren in Okoemi, een dorp in het toenmalige district Samoerzakano (Gali) van het okroeg Soechoemi, een Abchazisch-Georgisch onderdeel van het Russisch Rijk. Zijn vader was predikant en zijn moeder kwam uit een predikantengezin in Koetaisi. Tsjchenkeli deed zijn lagere school in Choni, de geboorteplaats van zijn vader in Imereti, waarna hij via Koetaisi in Tbilisi belandde waar hij vanaf 1891 aan het Theologisch Seminarie studeerde.

### Studie en activisme
Het Tbilisi-seminarie was in die tijd het belangrijkste centrum van revolutionaire ideeën en studentenactivisme in Georgië. Tsjchenkeli voelde zich meer aangetrokken tot de sociaaldemocratie dan het priesterleven en na een studentenstaking werd hij uit de seminarie gezet. Hij studeerde in de periode 1896-1901 rechten aan universiteiten in Kiev, Moskou en Sint-Petersburg, maar kon vanwege zijn deelname aan studentenbewegingen zijn studies niet afmaken en keerde terug naar Georgië. Hij trouwde met Makrine Toerkia uit Soechoemi met wie hij een zoon kreeg.
Tsjchenkeli werkte vervolgens een paar jaar in Abchazië als jurist en publiceerde in de Georgische en Russische pers, waarbij hij het Russische imperialistische beleid en zijn chauvinistische bedoelingen blootlegde. Hierbij gebruikte hij verschillende pseudoniemen. Hij sloot zich aan bij de illegale Georgische Partij van Abchazië, die campagne voerde tegen het Russische koloniale beleid in Abchazië.
Na vier jaar vertrok Tsjchenkeli in 1905 naar Duitsland. Hij studeerde in 1907 af aan de Universiteit Leipzig, waarna hij nog een vervolgstudie deed in Genève. In deze periode verdiepte hij zich in het marxisme en bezocht socialistische conferenties en congressen. Hij woonde in de Europese steden Berlijn, Wenen, Parijs en Londen. In 1909 keerde hij weer terug in Georgië en hervatte zijn kritische publicaties. Hij gaf een openbare lezing over Georgische zelfbeschikking waarna hij werd gearresteerd en gedeporteerd naar het Russische Rostov aan de Don. Hier zaten ook andere Georgische revolutionairen.

## Politiek
Tsjchenkeli werd in 1912 verkozen tot lid van de Vierde Staatsdoema, waardoor hij zijn straf niet uit hoefde te zitten. Hij was vertegenwoordiger namens de districten Batoemi, Kars en Soechoemi.

### Staatsdoema

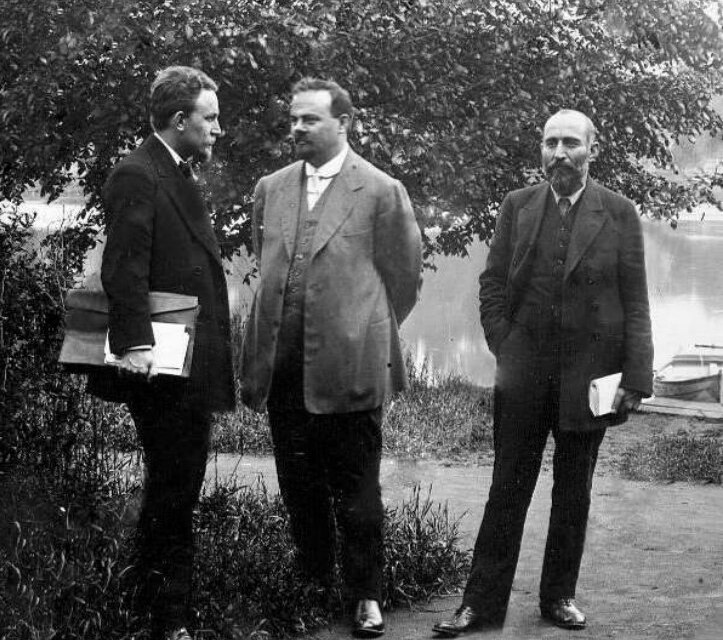
Tsjchenkeli (m) was lid van de vierde convocatie van de Russische Staatsdoema. Rechts Nikoloz Tsjcheidze.

In de Russische Staatsdoema was Tsjchenkeli lid van de sociaaldemocratische (mensjewistische) fractie en in die hoedanigheid lid van verschillende commissies, waaronder voor zelfbestuur, ballingen, militaire en maritieme zaken. Daarnaast was hij voorzitter van de onderzoekscommissie. In de Doema pleitte hij voor zelfbeschikking voor de volkeren van Rusland en verdedigde de rechten van de onderdrukte volkeren in het land.
Tsjchenkeli had een duidelijke visie op de natie en zijn volkeren, waarover hij twee opmerkelijke werken publiceerde. In “Natie of de Mensheid?” wisselde hij van gedachten met Micheil Tsereteli en in “Natie en wij” met Noë Zjordania. Volgens Tsjchenkeli wordt een groep mensen een moderne natie wanneer ze "verbondenheid en eenheid voelen in goede en slechte tijden" en was hij pleitbezorger van nationaal-culturele autonomie binnen een staat. Zjordania had hier een minder gematigde opvatting over en zag de autonomie van Georgië als een “regionale afscheiding”.
Na de opening van het front tegen de Ottomanen in de Eerste Wereldoorlog, beschuldigden de Ochrana van het Russische rijk en de chauvinistische pers de bevolking van Adzjarië (Batoemi) van een Turkofiele houding en van ‘staatsverraad’. Er werden strafeenheden naar dorpen in Adzjarië gestuurd en vele verdachten werden gearresteerd. De Georgische samenleving consolideerde zich om onschuldige medeburgers te redden en Tsjchenkeli sprong in de bres voor de islamitische Adzjaren. Hij wist ruim 100 veroordeelden voor "staatsverraad" in zijn districten vrij te krijgen en de regering werd gedwongen te stoppen met de vervolging van hen van de Adzjaren.

### Transkaukasisch comité

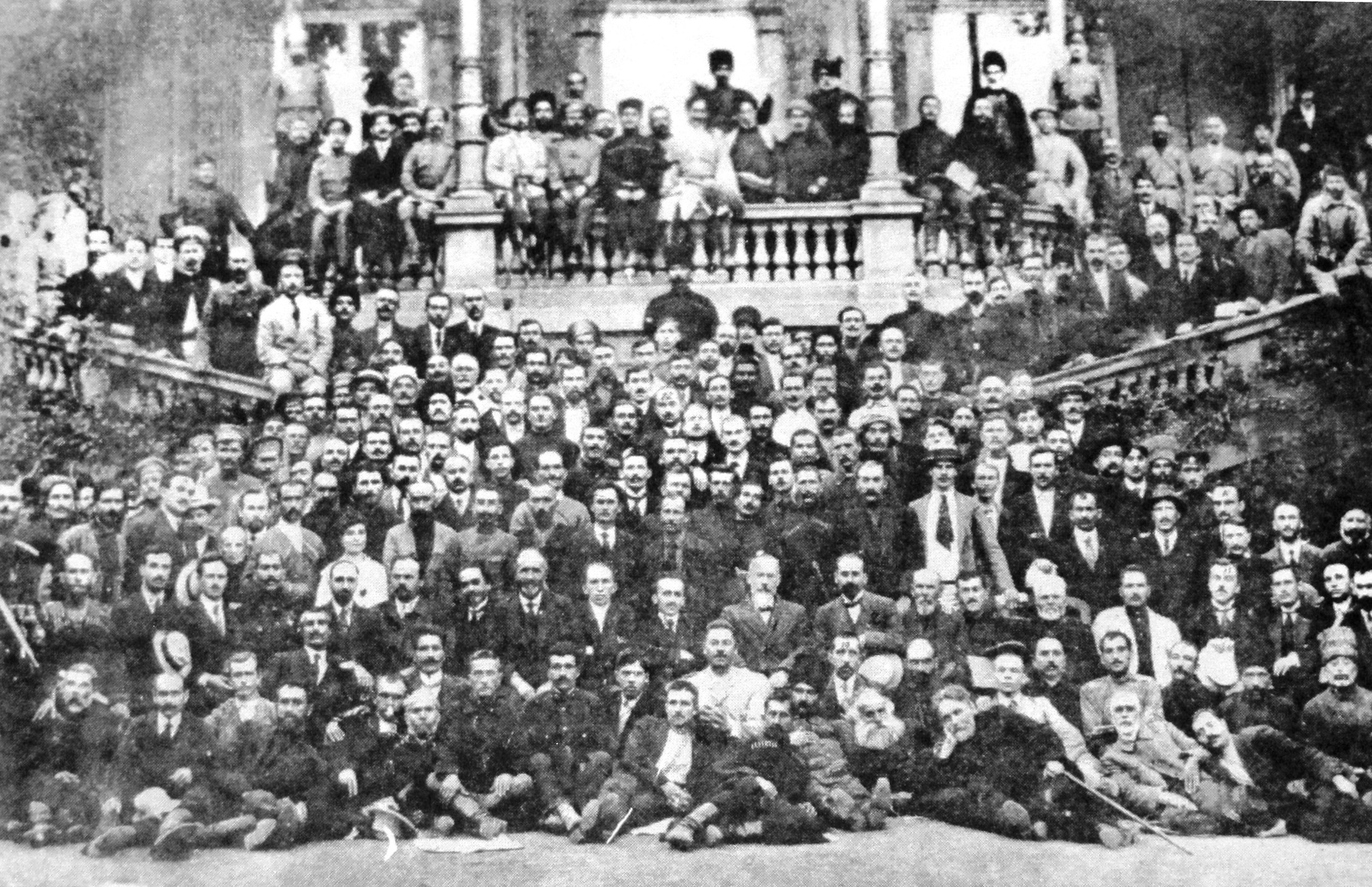
De eerste regionale Kaukasische Sovjet op 31 mei 1917. Tsjchenkeli zesde van links op tweede rij van onderen.

Na de Februarirevolutie van 1917 en de omverwerping van de monarchie werd de Voorlopige Regering gevormd. Dit had ook gevolgen voor de Kaukasus. De onderkoning werd afgeschaft en het bestuur van de regio werd toegewezen aan het Speciaal Transkaukasisch Comité – Ozakom (Особый Закавказский Комитет – ОЗАКОМ). Tsjchenkeli werd na aandringen commissaris voor Binnenlandse Zaken in de Ozakom en werd in juni 1917 verkozen tot lid van het Russische Centraal Uitvoerend Comité. Hij speelde een belangrijke rol bij de terugkeer van Gagra en de gebieden ten westen van de rivier Bzipi in het okroeg Soechoemi (Abchazië). Deze gebieden waren in 1904 nog bij Sotsji ingedeeld.
De ambivalente koers over nationale soevereiniteit kwam Tsjchenkeli in Georgië op kritiek te staan, nadat hij als vertegenwoordiger van de Ozakom voor de Staatsdoema verklaarde dat er niet langer "buitenlanders" in Rusland zijn, dat er alleen het Russische volk is en dat iedereen gelukkig is om één thuisland te hebben. De Russische bolsjewistische krant Pravda noemde hem een "Russische patriot". Een maand later benadrukte hij dat het Georgische volk “met geheel zijn wezen klaar is om de Russische revolutie te dienen... De redding van Rusland ligt in de eenwording van naties. De Georgische natie, met haar politieke partijen, heeft al een uitgesproken mening over de nationale kwestie. Zij streven naar de nationaal-territoriale en politieke autonomie van Georgië en zullen hun eis officieel voorleggen aan de grondwetgevende vergadering van Rusland”.
Gedurende 1917 begon het nationale bestuur van Georgië ook steeds meer vorm te krijgen en Tsjchenkeli was hier nauw bij betrokken. Hij werd voorzitter van de Interpartijraad, een coördinatieorgaan van de invloedrijke politieke krachten in Georgië. Het Nationaal Congres van Georgië werd in november 1917 bijeengeroepen en werd geopend door Tsjchenkeli met een betoog over nationale zelfbeschikking. Op dit congres werd de Nationale Raad gevormd, die onder leiding kwam te staan van Zjordania, met Tsjchenkeli als plaatsvervanger. Hij spande zich daarnaast in voor de autocefalie van de Georgisch-Orthodoxe Kerk. Vlak voor de Oktoberrevolutie werd Tsjchenkeli nog gekozen in het Voorlopige Parlement van de Russische Republiek, maar de revolutie bracht een breuk met Rusland. De titulaire naties en grote politieke partijen van de Zuidelijke Kaukasus beschouwden de staatsgreep van oktober als een gevaarlijke daad en namen afstand van de Sovjetregering.

### Transkaukasisch Commissariaat

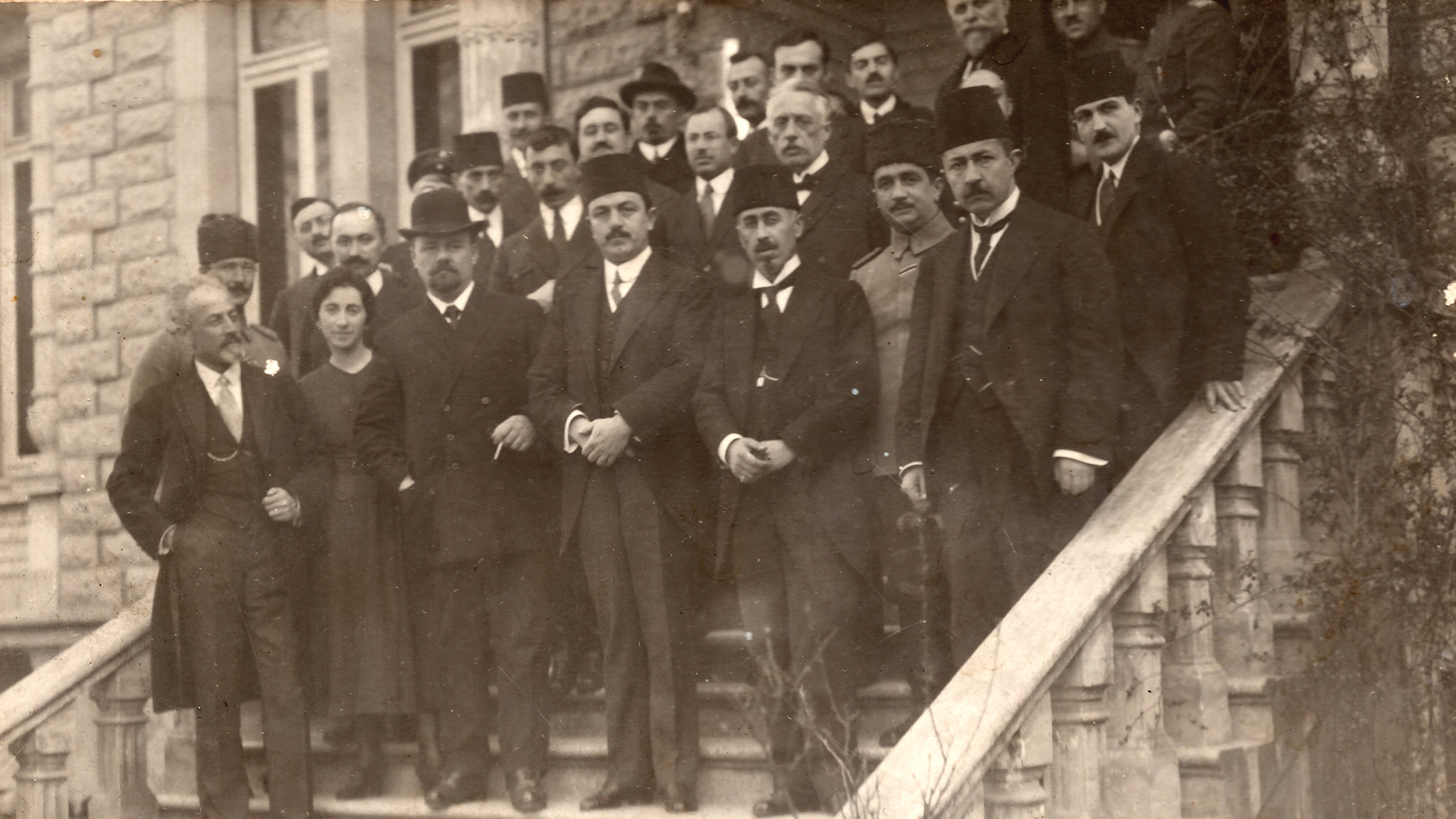
Vredesconferentie in Trabzon. Voorste rij, derde van links, Akaki Tsjchenkeli

Op 15 november 1917 werd in Tbilisi de Ozakom vervangen door een nieuw regionale bestuursorgaan, het Transkaukasisch Commissariaat, voorgezeten door de sociaaldemocraat Evgeni Gegetsjkori. Tsjchenkeli werd hierin minister van Binnenlandse Zaken. Eind november werd hij verkozen tot lid van de Russische Grondwetgevende Vergadering, maar hij zou er niet aan deelnemen. Als reactie op de ontbinding van de grondwetgevende vergadering in januari 1918 vormde het Transkaukasische Commissariaat een wetgevend orgaan, de Sejm, die onder voorzitterschap kwam te staan van Nikoloz Tsjcheidze. Tsjchenkeli werd minister van Buitenlandse Zaken.
In maart 1918 leidde Tsjchenkeli een delegatie naar Trabzon om met het Ottomaanse Rijk te onderhandelen over grondgebied dat door de Vrede van Brest-Litovsk aan de Turken was toegekend. Georgië was over de overdracht van oblast Batoemi niet geraadpleegd en was niet bereid dit af te staan. De Ottomaanse delegatie wenste hier niet op in te gaan, omdat de Georgiërs geen partij waren bij dat verdrag. Batoemi en Ozoergeti (Goeria) werden vervolgens door de Ottomanen bezet, waarna op 22 april 1918 besloten werd de Transkaukasische onafhankelijkheid uit te roepen om als onderhandelingspartij erkend te worden. Onder Ottomaanse druk stemde Tsjchenkeli in april 1918 er alsnog mee in het verdrag van Brest-Litovsk als basis voor onderhandelingen te gebruiken.

### Transkaukasische Federatie

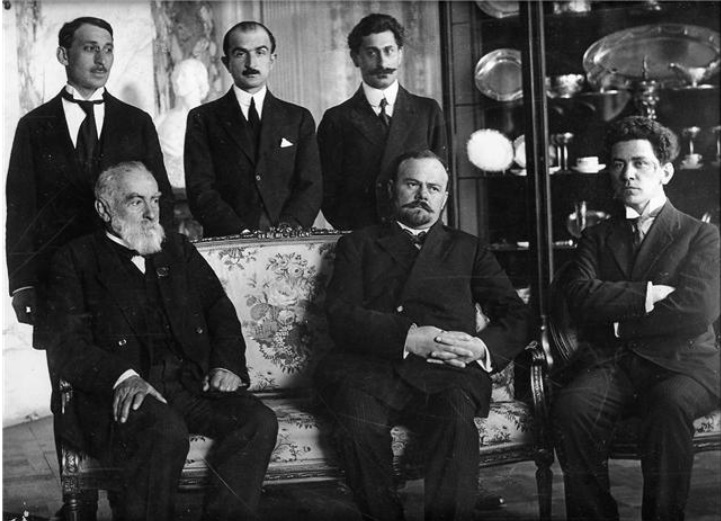
Akaki Tsjchenkeli speelde een belangrijke rol in de Georgisch-Duitse relaties. De delegatie naar Berlijn: Tsjchenkeli zittend in het midden.

Op 26 april 1918 werd Tsjchenkeli premier en minister van Buitenlandse Zaken van de net opgerichte Transkaukasische Democratische Federatieve Republiek, die Armenië, Azerbeidzjan en Georgië verenigde. Zijn kabinet weerspiegelde de diversiteit van de republiek, waarbij Armeniërs vier posities bekleedden, Azerbeidzjanen vijf en Georgiërs vier. Tsjchenkeli stelde vijf prioriteiten voor zijn regering: het opstellen van een grondwet, het afspreken van de grenzen van de republiek, het beëindigen van de oorlog met de Ottomanen, het onderdrukken van anarchie en antirevolutionairen en het doorvoeren van landhervormingen.
In mei 1918 begonnen in Batoemi de onderhandelingen over een verdrag met de Ottomanen, waar Duitse vertegenwoordigers als bemiddelaars bij aanwezig waren. De Transkaukasische delegatie werd geleid door Tsjchenkeli, maar de Georgische leden van de delegatie voelden zich genoodzaakt onafhankelijk op te treden en steun te verwerven van Duitsland. Tsjchenkeli deed hiervoor een beroep op generaal Von Lossow, die bij de onderhandelingen aanwezig was, nadat hij een brief uit Berlijn had gekregen van het Comité voor de Onafhankelijkheid van Georgië. De brief stelde dat er schriftelijke overeenkomsten waren gesloten met Duitsland, op basis waarvan deze bereid zou zijn de onafhankelijkheid van Georgië te erkennen wanneer deze uitgeroepen zou worden.
Von Lossow bevestigde aan Tsjchenkeli dat Duitsland dit gestand zou doen. Daarnaast stelde Von Lossow dat Duitsland de onafhankelijkheid van de Transkaukasische republiek niet kon erkennen erkennen totdat Rusland deze zou erkennen. Tsjchenkeli was zich ervan doordrongen dat in de gegeven situatie een verenigde Transkaukasische staat onmogelijk in stand gehouden kon worden en dat het uitroepen van de onafhankelijkheid de enige manier was om Georgië te redden. Op 22 mei 1918 stuurde hij een brief aan Noë Ramisjvili, waarin hij een beroep deed op moed om de staat uit te roepen. De voorzitter van de Nationale Raad, Noë Zjordania, had in Batoemi een ontmoeting met Von Lossow over de kwestie. Op dezelfde dag werd in Batoemi een conceptversie van de akte van onafhankelijkheid opgesteld die Zjordania neenam naar Tbilisi.

### Democratische Republiek Georgië

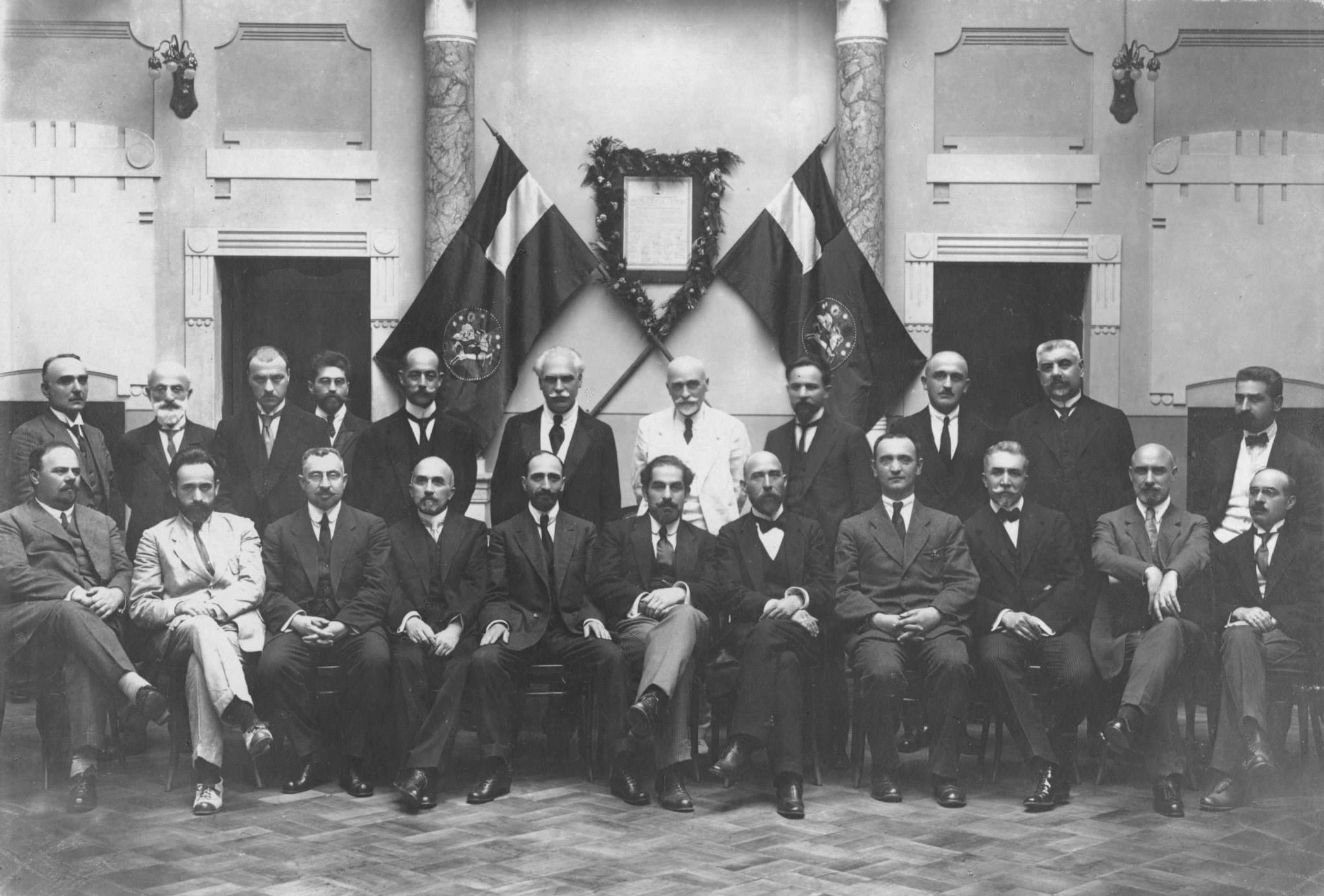
Bestuur van de Staatsbank van Georgië in juli 1920. Tsjchenkeli, zittend eerste van links.

Op 26 mei 1918 werd de Democratische Republiek Georgië door Zjordania uitgeroepen. Tsjchenkeli werd minister van Buitenlandse Zaken in het nieuwe Georgische kabinet, dat op zijn aangeven een coalitieregering was. In deze hoedanigheid tekende hij het Verdrag van Poti op 28 mei 1918 met de Duitse strijdkrachten in de Kaukasus, wat Georgië feitelijk tot een Duits protectoraat maakte. Van juni tot november 1918 leidde hij de delegatie die in Berlijn met het Duitse Keizerrijk onderhandelde.
Na de Duitse terugtrekking uit Georgië in het najaar van 1918 als gevolg van het einde van de Eerste Wereldoorlog werd Tsjchenkeli als minister vervangen door Evgeni Gegetsjkori, voornamelijk vanwege zijn pro-Duitse reputatie en de komst van de Britse bezettingsmacht die hij zag als inbreuk op de soevereiniteit. De Britten zagen hem ook niet zitten. Op 22 november 1918 werd hij aangesteld als Buitengewoon en Gevolmachtigd Ambassadeur van Georgië om de Georgische belangen in Europa veilig te stellen. Tsjchenkeli was lid van de Permanente Internationale Commissie van de Tweede Internationale en bracht daarom 1919 door in Bern. In april van dat jaar werden de Georgische sociaaldemocraten lid van de Tweede Internationale.
In februari 1919 werd Tsjchenkeli verkozen tot lid van de grondwetgevende vergadering van Georgië, waarin hij fractievoorzitter werd van de Sociaaldemocratische Partij, de grootste fractie. Daarnaast was hij voorzitter van de Militaire Commissie en de vaste commissies voor grondwettelijke kwesties, buitenlandse zaken en bevoorradingszaken. In hetzelfde jaar werd hij lid van het Centraal Comité van zijn partij. In 1920 werd Tsjchenkeli lid van het bestuur van de Staatsbank van Georgië. Het stadsbestuur van Senaki eerde hem in dat jaar met de naam van tweede basisschool van de stad.

### Ballingschap in Frankrijk

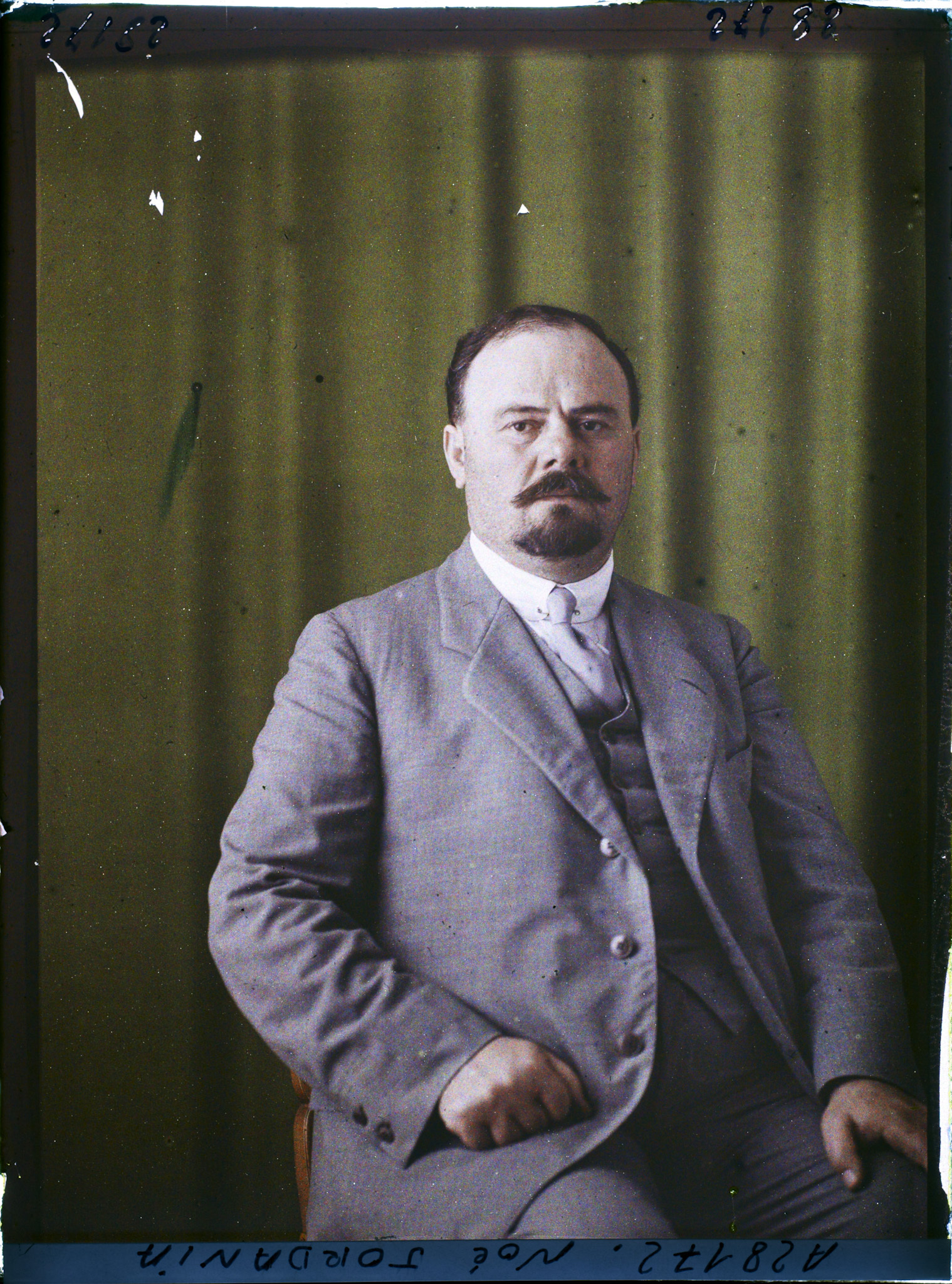
Tsjchenkeli in Frankrijk, juli 1921.

Op 26 januari 1921 benoemde de Georgische regering hem tot ambassadeur voor Frankrijk en vetrok hij op 29 januari via Batoemi naar Parijs. Op de dag dat hij zijn geloofsbrieven aan de Franse president Millerand overhandigde, 25 februari 1921, werd Tbilisi door het Rode Leger ingenomen. Hij bleef in ballingschap in Parijs en behield de status van ambassadeur tot 1934, toen de legatie van de Georgische regering in ballingschap in Frankrijk geannuleerd als gevolg van de Franse erkenning van de Sovjet-Unie. Hij bleef zich in deze periode actief inzetten voor de Georgische zaak en was erevoorzitter van de Georgische gemeenschap in Frankrijk.
Hij leidde de Georgische delegatie in april en mei 1922 naar de Conferentie van Genua, waar hij een appèl deed op de aanwezigen om te pleiten voor een einde aan de de bezetting en vervolging door de Sovjets. Daarnaast was hij lid van het buitenlandbureau van de Sociaaldemocratische Partij en probeerde via publicaties en deelname aan internationale fora de publieke opinie te overtuigen voor de vrijheid en onafhankelijkheid van Georgië. De Augustusopstand van 1924 beoordeelde Tsjchenkeli als "nationale ramp" die van meet af aan gedoemd was te mislukken zonder hulp van buitenaf.
Na de Tweede Wereldoorlog was hij actief betrokken bij het creëren van een internationale anticommunistische unie en slaagde hij erin op 30 november 1958 de buitenlandse organisaties van de Georgische Sociaaldemocratische Partij te verenigen. Het was een laatste stuiptrekking van de Georgische leiders in ballingschap, na de dood van Zjordania in 1953  en Gegetjskori in 1954. Akaki Tsjchenkeli stierf op 5 januari 1959 na een kort ziekbed in het Boussico-ziekenhuis in Parijs. Hij werd op 10 januari 1959 begraven op de begraafplaats in Leuville-sur-Orge net buiten Parijs waar veel andere Georgische politieke bannelingen begraven liggen.
Hij liet een zoon na, Alex, die soldaat was in het leger van Charles de Gaulle. Zijn archief had hij voor zijn dood al aan zijn broer Kita afgestaan, die in Zürich een Georgische faculteit bij de Universiteit Zürich was gestart. Na Kita's dood in 1963 belandde het archief bij een van zijn studenten, de kartveloloog Lea Flury. In 2018 werden de archiefstukken aan de Staatsuniversiteit van Tbilisi gedoneerd.

## Nalatenschap
Tsjchenkeli werd alom gerespecteerd door niet alleen zijn mede-socialisten maar ook mensen met een andere politieke kleur. Hij werd gezien als een realistisch politicus die een groot belang hechtte aan de Europese koers van Georgië.  Voor hem was de vereniging met Europa de voorbode van een vreedzame toekomst voor Georgië. Hij was een drijvende kracht achter het bespoedigen van de Georgische onafhankelijkheid in 1918 en liet zich niet leiden door angst voor Rusland. Zijn motto hierbij was "een natie die niet voor vrijheid vecht is deze naam niet waardig".
Hij wordt gezien als een van de belangrijkste politieke gezichten van de Democratische Republiek Georgië, de architect van de nationale staat, een symbool van loyaliteit aan het idee van de onafhankelijkheid van Georgië. In 2018 werd de openbare school No.2 in Choni vernoemd naar Akaki Tsjchenkeli. Op 17 mei 2018 werd een gedenkplaat op het schoolgebouw geplaatst.